# Montecalvo in Foglia
Montecalvo in Foglia é uma comuna italiana da região dos Marche, Província de Pesaro e Urbino, com cerca de 2.363 habitantes. Estende-se por uma área de 18 km², tendo uma densidade populacional de 131 hab/km². Faz fronteira com Colbordolo, Mondaino (RN), Tavullia, Urbino.